# Reinhard Bernhof
Reinhard Bernhof (* 6. Juni 1940 in Breslau) ist ein deutscher Dichter und Schriftsteller.

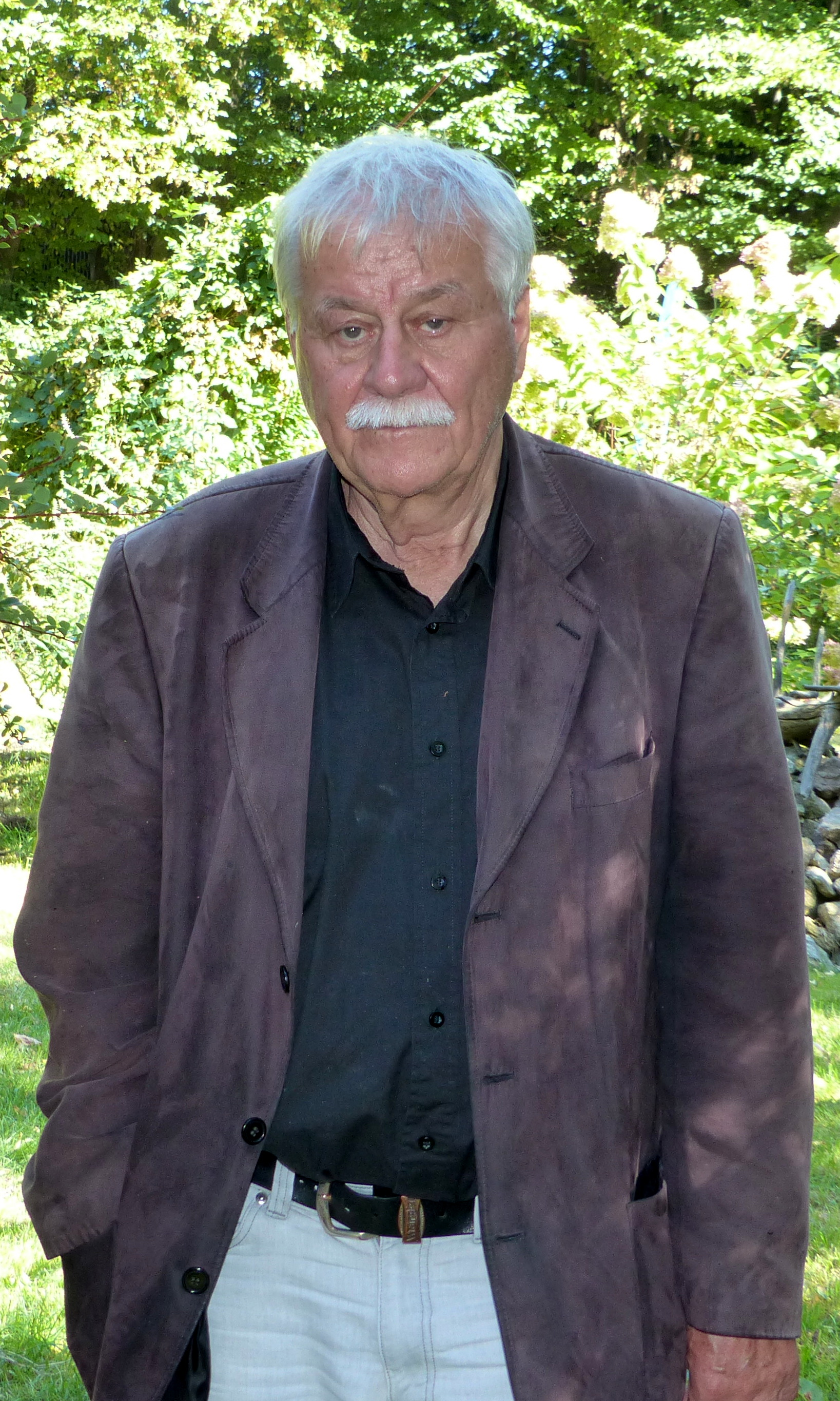
Reinhard Bernhof (2016)

## Leben
Bernhof wurde in Breslau geboren. Nach der Flucht aus Schlesien im Jahr 1945 kam er ins Ruhrgebiet. Nach dem Schulbesuch absolvierte er von 1955 bis 1958 eine Ausbildung zum Schlosser in Duisburg. Dort gehörte er zu den Initiatoren der Ostermärsche nach Dortmund. 1963 siedelte er aus familiären Gründen in die DDR über. Von 1965 bis 1967 studierte er am Institut für Literatur „Johannes R. Becher“ in Leipzig und arbeitet seither als freischaffender Schriftsteller. Seinen ersten Gedichtband veröffentlichte er 1973 unter dem Titel Die Kuckuckspfeife im Kinderbuchverlag Berlin. Im Aufbau-Verlag erschien 1974 der Gedichtband Was weiß ich, Spanien ist viel mehr... Weitere Gedichtbände im Aufbau-Verlag: Landwechsel (1977), Der Angriff des Efeus (1982), Leipzig - Hauptbahnhof (1986). In der Universal-Bibliothek bei der Philipp Reclam jun. Leipzig wurde 1987 von Bernhof der Sammelband Tägliches Utopia ediert. In der Kinderbuchreihe „Trompeterbücher“ erschien 1977 u. a. seine Erzählung Ben sucht die Quelle. Der Postreiter Verlag Halle a. d. Saale veröffentlichte erstmals seine Geschichten über Flucht und Vertreibung Die Ameisenstraße (1988), die sofort drei Nachauflagen bekam und 1990 mit dem Luchs des Monats, Nr. 42 (DIE ZEIT) ausgezeichnet wurde. 1990 wurde von der Pirckheimer-Gesellschaft e. V. Leipzig sein Poem Siegersturz veröffentlicht. 1988/90 gab er mit Sylvia Kabus drei Ausgaben der illegalen Literaturzeitschrift Umfeldblätter heraus, die im Herbst 2009 als Reprint im Leipziger Literaturverlag erneut veröffentlicht wurde.
1989 gehörte Bernhof zu den ersten fünf Kontaktleuten und Mitbegründern des „Neuen Forums“. 1992 wurde Bernhof zum Vorsitzenden des Leipziger Schriftstellerverbandes gewählt; er war gleichzeitig Mitbegründer des Leipziger Literaturbüros u. a. literarischer Vereinigungen und war Teilnehmer auf der Ersten Alternativen Buchmesse Leipzig 1990. 1993 lehrte Bernhof am Grinnell-College in Iowa (USA).
Essays zur Leipziger Revolution veröffentlichte er unter dem Titel Die Leipziger Protokolle in Halle (2006). Von 2006 bis 2015 war Bernhof Autor des Plöttner Verlages in Leipzig.

## Veröffentlichungen (Auswahl)
- Die Kuckuckspfeife. Kinderbuchverlag, Berlin 1973. (Kinder- und Jugendliteratur)
- Was weiß ich, Spanien ist viel mehr. Gedichte. Aufbau-Verlag, Berlin und Weimar 1974. (Gedichte)
- Als die Pappel zur Sonne wuchs. Kinderbuchverlag, Berlin 1975. (Kinder- und Jugendliteratur)
- Landwechsel. Gedichte. Aufbau-Verlag, Berlin und Weimar 1977. (Gedichte)
- Ben sucht die Quelle. Kinderbuchverlag, Berlin 1977. (Kinder- und Jugendliteratur)
- Der Angriff des Efeus. Aufbau-Verlag, Berlin und Weimar 1982. (Gedichte)
- Der Mann mit dem traurigen Birnengesicht. Kinderbuchverlag, Berlin 1982. (Kinder- und Jugendliteratur)
- Die Kürbiskernkopeke. Kinderbuchverlag, Berlin 1982. (Kinder- und Jugendliteratur)
- Hupe, Klingel, Pfiff. Postreiter-Verlag, Halle 1983. (Kinder- und Jugendliteratur)
- Leipzig, Hauptbahnhof. Gedichte. Aufbau-Verlag, Berlin und Weimar 1986.
- Tägliches Utopia. Reclam Verlag, Leipzig 1987 (Gedichte)
- Die Ameisenstraße. Postreiter-Verlag, Halle 1988, ISBN 3-7421-0144-7. (Kinder- und Jugendliteratur)
- Liebesfische. Reihe: „Zeitzeichen“, Aschersleben 2003, ISBN 3-9808479-4-2. (Gedichte)
- Interzonenzug I & II. Projekte-Verlag, Halle 2003, ISBN 978-3-937027-23-4.
- Pelop und der treue Delphin. Projekte-Verlag, Halle 2004, ISBN 978-3-938227-02-2. (Kinder- und Jugendliteratur)
- Lockerlangbarts Geheimnis. Märchen aus der Gegenwart für kleine und große Kinder. Projekte-Verlag, Halle 2004, ISBN 978-3-937027-97-5. (Kinder- und Jugendliteratur)
- Die Leipziger Protokolle. Projekte-Verlag, Halle 2004, ISBN 978-3-937027-38-8.
- Die große goldene Weltzeituhr. Projekte-Verlag, Halle 2004, ISBN 978-3-938227-77-0. (Kinder- und Jugendliteratur)
- Wegen Schweigens zeige ich mich an. Schild und Bleibe für mich, die verbotenen Texte (1976–1992). Projekte-Verlag, Halle 2005, ISBN 978-3-938227-27-5.
- Erweiterung der Leipziger Protokolle in Herbstmarathon – Innenräume einer Revolution. Plöttner Verlag, Leipzig 2006, ISBN 3-938442-13-1
- Fluchtkind. Roman in Folgen. Leipziger Literaturverlag, Leipzig 2006, ISBN 3-86660-003-8.
- Fluchtkind oder die langen Schatten der toten Lokomotiven. Edition Erata, Leipzig 2006, ISBN 3-86660-003-8. (Roman in Folgen.)
- Herbstmarathon. Innenräume einer Revolution. Plöttner Verlag, Leipzig 2006, ISBN 3-938442-13-1.
- Augenblicke der Kinder. Plöttner Verlag, Leipzig 2006, ISBN 3-938442-08-5. (Erzählungen für Kinder.)
- Goldgräberland. Ground Poetry. Plöttner Verlag, Leipzig 2007, ISBN 978-3-938442-25-8.
- Die Sitzer. Ein deutsches Drama. Plöttner Verlag, Leipzig 2009, ISBN 978-3-938442-66-1.
- Im Schatten der Kolossalfiguren. Basisdokumente, Essays über die Friedliche Revolution, zusammen mit Silke Brohm. Leipziger Literaturverlag, Leipzig 2009, ISBN 978-3-86660-081-2.
- Umfeldblätter. Reprint einer illegalen Literaturzeitschrift von 1988/89, zusammen mit Sylvia Kabus. Leipziger Literaturverlag, Leipzig 2009, ISBN 978-3-86660-082-9.
- Wegen Schweigens zeige ich mich an. Archäologie der einst verschütteten Wörter. Plöttner Verlag, Leipzig 2010, ISBN 978-3-938442-74-6
- Poesiealbum 331. Märkischer Verlag, Wilhelmshorst 2017, ISSN 1865-5874.
- Unbekannte Reise nach Irkutsk. Leipziger Literaturverlag, Leipzig 2017, ISBN 978-3-86660-223-6.

### Anthologien und Literaturzeitschriften (Auswahl)
- Ralph Grüneberger (Hg.)/Gesellschaft für zeitgenössische Lyrik. Poesiealbum neu. Ausgabe 3/2008.

## Preise
- Luchs des Monats, Nr. 42, 1990 (DIE ZEIT)
- Louis-Fürnberg-Preis, 1976